# Mosillus stegmeieri
Mosillus stegmeieri är en tvåvingeart som beskrevs av Wirth 1969. Mosillus stegmeieri ingår i släktet Mosillus och familjen vattenflugor. Inga underarter finns listade i Catalogue of Life.